# Nesbyen
Pour les articles homonymes, voir Nes.
Nesbyen (Nes jusqu'en 2019) est une kommune de Norvège. Elle est située dans le comté de Buskerud.